# Peter Freyd
Peter John Freyd (/fraɪd/; nascido em 5 de fevereiro de 1936) é um matemático americano, professor na Universidade da Pensilvânia, conhecido por seu trabalho em teoria das categorias e por fundar a False Memory Syndrome Foundation.

## Matemática
Freyd obteve seu Ph.D. na Universidade de Princeton em 1960; sua dissertação, sobre Teoria dos Functores, foi escrito sob a supervisão de Norman Steenrod e David Buchsbaum.
Freyd é mais conhecido por seu teorema do functor adjunto. Ele foi o autor do livro fundamental Categorias Abelianas: Uma Introdução à Teoria dos Functores (1964). Este trabalho culmina com uma prova do teorema de imersão de Freyd–Mitchell.
Além disso, o nome de Freyd está associado ao polinômio HOMFLYPT da teoria dos nós, e ele e Andre Scedrov originaram o conceito de alegorias na (teoria das categorias) matemática.
Em 2012, ele se tornou membro da American Mathematical Society.

## False Memory Syndrome Foundation
Freyd e sua esposa Pamela fundaram a False Memory Syndrome Foundation em 1992, após Freyd ser acusado de abuso sexual infantil por sua filha Jennifer. Peter Freyd negou as acusações. Três anos após sua fundação, tinha mais de 7.500 membros. Em dezembro de 2019, a False Memory Syndrome Foundation foi dissolvida.

## Publicações
- Peter Freyd (1964). Abelian Categories: An Introduction to the Theory of Functors. [S.l.]: Harper and Row[8] Reimpressão com um prefácio como «Abelian Categories». Reprints in Theory and Applications of Categories. 3: 23-164. 2003
- Peter J. Freyd and Andre Scedrov: Categories, Allegories. North-Holland (1999). ISBN 0-444-70368-3.
- Freyd Peter J (1999). «Path Integrals, Bayesian Vision, and Is Gaussian Quadrature Really Good?». Electron. Notes Theor. Comput. Sci. 29: 79. doi:10.1016/S1571-0661(05)80308-1
- Freyd Peter J.; O'Hearn Peter W.; Power A. John; Takeyama Makoto; Street R.; Tennent Robert D. (1999). «Bireflectivity». Theor. Comput. Sci. 228 (1–2): 49–76. doi:10.1016/S0304-3975(98)00354-5